# Lee Van Corteza
Lee Van Corteza  (* 1. März 1979 in Davao City, Mindanao) ist ein philippinischer Poolbillardspieler.

## Karriere
Seine ersten größeren Erfolge feierte er bei den Südostasienspielen, bei denen er zwischen 1999 und 2003 insgesamt vier Goldmedaillen im 8-Ball und 9-Ball sammelte. 2003 schaffte er es bei der WPA-9-Ball-Weltmeisterschaft erstmals bis in die Runde der Letzten 32; ein Erfolg, den er 2006 und 2011 noch einmal wiederholen konnte.
Sein wohl bisher größter Karriereerfolg war das Erreichen des Finals bei der WPA-10-Ball-Weltmeisterschaft 2009. Erst im Finale musste er sich dem Finnen Mika Immonen mit 6:11 geschlagen geben. Für das World Pool Masters qualifizierte er sich erstmals 2010, schied jedoch in der Vorrunde aus. Bei der WPA-8-Ball-Weltmeisterschaft 2010 schaffte er es dafür immerhin bis ins Achtelfinale.
2013 gewann er gemeinsam mit Dennis Orcollo den World Cup of Pool. 2014 schieden sie im Viertelfinale gegen Finnland aus.
Zudem erreichte mit dem Team Philippinen das Finale der WPA-Poolbillard-Team-Weltmeisterschaft 2010 in Hannover. Im Finale unterlagen die Philippinen dann aber dem Team aus Großbritannien mit 1:4.
Sein Spitzname in der Billardszene ist Van Van.